# Nord-Sotho
Nord-Sotho oder Nördliches Sotho (auch: Sepedi, Pedi oder Transvaal-Sotho) ist eine besonders in der ehemaligen Provinz Transvaal (Republik Südafrika) und im Süden Botswanas verbreitete Bantusprache. Sie gehört zusammen mit dem Sesotho (Süd-Sotho) sowie dem Setswana zur Untergruppe der Sotho-Tswana-Sprachen. Nord-Sotho ist vornehmlich die Muttersprache der Pedi und eine Amtssprache in Südafrika.
In Südafrika nutzen 9,44 Prozent der über 15-jährigen Bevölkerung (Stand 2015) sie als ihre Muttersprache.
Das Nord-Sotho ist mit dem Sesotho nahezu identisch und eng verwandt mit dem Setswana. „Die lateinisch basierte Verschriftung Anfang des 20. Jahrhunderts führte zu unterschiedlichen Schrifttraditionen für das Nord-Sotho (Limpopo und Mpumalanga) einerseits und das Sesotho (hauptsächlich Oranje-Freistaat und Lesotho) andererseits.“
Lutherische Missionare der Berliner Missionsgesellschaft, vor allem Karl Endemann, spielten eine wichtige Rolle bei der Verschriftlichung der Sprache. Dadurch entstand aus den vielen Dialekten des Nord-Sotho eine Standardsprache.

## Geografische Verbreitung der Sprache in Südafrika

Anteil der Nord-Sothosprecher in Südafrika (2011)
Dichte der Nord-Sothosprecher in Südafrika (2011)